# Degron

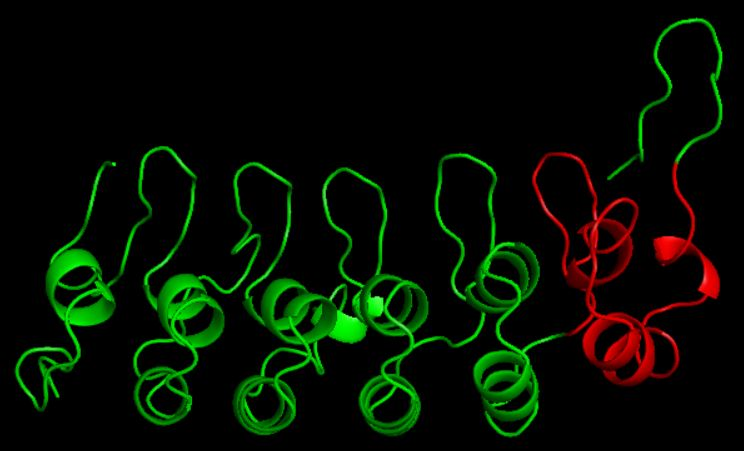
IkBa, inhibitor NF-κB i regulator układu immunologicznego. Kolorem czerwonym zaznaczono degron, który jest niezależny od ubikwityny

Degron – element sygnałowy kierujący białko do degradacji. Z reguły degrony zlokalizowane są na N- lub C-końcu białka i są rozpoznawane przez specyficzne proteazy lub kompleksy proteolityczne. Sygnałem do degradacji może być określona sekwencja lub modyfikacje enzymatyczne poszczególnych aminokwasów na końcach białek.

## Funkcje
Degrony pełnią funkcje regulatorowe utrzymując homeostazę i umożliwiając szybkie reakcje komórek na bodźce i zmiany środowiska. Zmiany szybkości degradacji białek, pozwalają w krótkim czasie wpłynąć na ich poziom w komórkach. Usuwanie białek może wpływać na procesy zachodzące w komórkach zarówno hamująco jak i aktywująco (np. kiedy degradowane białko pełni funkcje inhibitora). Regulacja degradacji ma również znaczenie przy eliminacji uszkodzonych lub nieprawidłowo sfałdowanych białek, które mogą mieć działanie proteotoksyczne i skutkować między innymi występowaniem chorób neurodegeneracyjnych. Część sygnałów kierujących do degradacji może występować w formie prekursorów (pro-degronów), których aktywacja zachodzi w wyniku odcięcia łańcucha polipeptydowego, lub modyfikacji o działaniu destabilizującym (np. ubikwitynacji).

## Przykłady
Degradacja białek w komórkach eukariotycznych zazwyczaj zachodzi przy udziale kompleksu proteasomu rozpoznającego i degradującego ubikwitynowane białka. Ubikwitynacja białek może być wywołana rozpoznaniem specyficznych degronów. Takim sygnałem jest formylowanie N-końcowej metioniny u eukariontów, której poziom u Saccharomyces cerevisiae jest podwyższony w warunkach stresowych (takich jak niska temperatura czy niska dostępność fermentowalnego źródła węgla). Podobnym sygnałem jest acetylacja aminokwasów (metioniny, alaniny, waliny, seryny, treoniny lub cysteiny) zlokalizowanych na N-końcu białek, pociągająca za sobą ubikwitynację i degradację białka.
U bakterii, gdzie translacja białek rozpoczyna się od formylometioniny, która następnie poddawana jest deformylacji, pozostawienie grupy na N-końcu działa destabilizująco na białka. Przykładem degronu bakteryjnego jest także etykietka peptydowa ssrA, kierująca białko do degradacji przez kompleks proteolityczny ClpXP zależny od ATP. W przypadku zatrzymania translacji, do cząsteczki mRNA przyłączany jest krótki łańcuch tmRNA kodujący sekwencję degronu. Dzięki temu, nowo powstały polipeptyd ulega degradacji, a zatrzymany rybosom jest uwalniany.